# Frontenaud
Frontenaud är en kommun i departementet Saône-et-Loire i regionen Bourgogne-Franche-Comté i östra Frankrike. Kommunen ligger i kantonen Cuiseaux som tillhör arrondissementet Louhans. År 2022 hade Frontenaud 726 invånare.

## Befolkningsutveckling
Antalet invånare i kommunen Frontenaud
| Referens: INSEE |